# Taocheng
Taocheng (en chino, 桃城; pinyin, Táochéng) es un distrito urbano bajo la administración directa de la ciudad-prefectura de Hengshui. Se ubica en la provincia de Hebei, este de la República Popular China. Su área es de 602 km² y su población total para 2010 superó los 520 mil habitantes. 

## Administración
El distrito de Taocheng se divide en 10 pueblos que se administran en 4 subdistrito, 3 poblados y 3 villas.

## Toponimia
El topónimo "Taocheng" proviene del "Reino Taohou" (桃侯国) y del "Condado Tao" (桃县) de la dinastía Han, estos recibieron este nombre "Tao" (durazno) porque los duraznos eran abundantes en la zona.
Debido a que el condado Hengshui, el predecesor de la ciudad-prefectura Hengshui, pertenecía al condado Tao durante la dinastía Han, su capital se conocía naturalmente como Taocheng 'ciudad durazno' .